# Kyūroku-jima
Kyūroku-jima oder Kyūroku-shima (jap. 久六島) ist ein Felsenriff, teilweise auch als Insel bezeichnet, im Japanischen Meer etwa 30 km vor der japanischen Hauptinsel Honshū.

## Geografie
Das Felsenriff besteht aus drei separaten Gruppen: kami no shima (上の島, „obere Insel“) im Westen, shimo no shima (下の島, „untere Insel“) im Osten und jibu no shima (ジブの島, „Ausleger-Insel“) im Süden. Der größte Felsen gehört zur „kami no shima“-Gruppe, hat eine Ost-West-Ausdehnung von 40 m, eine Nord-Süd-Ausdehnung von 15 m und ist 4,9 m hoch.
Administrativ gehört das Riff zur Gemeinde Fukaura in der Präfektur Aomori.

## Geschichte
Im Riff wurde wohl schon Ende des 16. Jahrhunderts nach Seeohren (awabi), Turbanschnecken (sazae) und Tintenfisch (ika) gefischt, gesichert wurden sie aber 1786 entdeckt. Wegen der reichen Vorkommen von Pleurogrammus azonus (hokke), Seeohren und Seetang war es zwischen den Präfekturen Aomori und Akita umstritten, bis es 1953 Aomori zugeschlagen wurde und Akita ein gemeinsames Nutzungsrecht erhielt.
Am 20. Oktober 1959 wurde ein 20 m hoher unbemannter Leuchtturm (久六島灯台, Kyūroku-shima tōdai) in Betrieb genommen, dessen Befeuerung eine Reichweite von 7,5 km hat.